# Plagues
Plagues es el segundo álbum de estudio de la banda Americana de metalcore The Devil Wears Prada. Fue lanzado el 21 de agosto de 2007 bajo Rise Records y fue relanzado el 28 de octubre de 2008 e incluye contenido adicional.

## Lista de canciones
| N.º   | Título                                                         | Duración |  |
| 1.    | «Goats on a Boat»                                              | 4:23     |  |
| 2.    | «Number Three, Never Forget»                                   | 3:41     |  |
| 3.    | «HTML Rulez D00d»                                              | 3:56     |  |
| 4.    | «Hey John, What's Your Name Again?»                            | 3:46     |  |
| 5.    | «Don't Dink and Drance»                                        | 2:59     |  |
| 6.    | «You Can't Spell Crap Without the "C"» (featuring Craig Owens) | 3:30     |  |
| 7.    | «This Song Is Called»                                          | 4:25     |  |
| 8.    | «Reptar, King of the Ozone»                                    | 3:10     |  |
| 9.    | «The Scorpion Deathlock»                                       | 3:50     |  |
| 10.   | «Nickels Is Money Too»                                         | 4:08     |  |
| 35:48 |                                                                |          |  |

| Bonus Tracks en la Edición de Corea del Sur |                                                             |          |  |
| N.º                                         | Título                                                      | Duración |  |
| 11.                                         | «Modeify the Pronunciation»                                 | 4:35     |  |
| 12.                                         | «Salvation» (con Cole Wallace, anteriormente de Gwen Stacy) | 3:36     |  |
| 43:59                                       |                                                             |          |  |